# Adalbert av Hamburg-Bremen
Adalbert, född cirka 1000, död 1072, var ärkebiskop av Hamburg-Bremen från 1043. Adalbert var en tysk kyrkoman och statsman. Hans liv har utförligt skildrats av Adam av Bremen.

## Biografi
Adalbert var av fin nordtysk härstamning och blev kanik i Halberstadt, subdiakon i Bremen, domprost i Halberstad och utnämndes 1043 (?) av kejsar Henrik III till ärkebiskop i Hamburg-Bremen. Som sådan sökte han med kraft hävda sin makt och myndighet över den nordiska kyrkan och ordinerade biskopar inte endast till Sverige, Norge och Danmark utan även till Island, Orkney- och Färöarna. Hans politik mötte emellertid starkt motstånd i Norden, vars kyrkor starkt influerats av anglosaxisk mission. I Danmark tog Sven Estridsson, i Norge Harald Hårdråde och i Sverige Emund Gamle ställning mot hans anspråk.
Adalbert försonades emellertid med Sven Estridsson och de två synes ha enats om en plan, enligt vilken Danmark skulle få en egen ärkebiskop och ett patriarkat för Norden upprättas i Hamburg. I syfte att förverkliga planen omorganiserade kyrkan, och flera nya stift grundades i Danmark och ett livligt missionsarbete sattes igång bland venderna. Av någon anledning kom planen dock aldrig till utförande och mot slutet av Adalberts episkopat utbröt en hednisk reaktion i Sverige och Vendland.
Adalbert företrädde nationalkyrkan som ideal och konkurrerade på 1060-talet med ärkebiskop Anno II av Köln om ställningen som Tysklands ledande kyrkoman. Adalbert utarbetade en omfattande strategi för missionen i Norden. I strategin hade såväl Egino som Adalvard d.y. nyckelroller. 
Adalbert fick en framträdande maktställning i tysk politik. Först var han förmyndare för den minderårige Henrik IV. Senare blev han Henriks främste rådgivare.
Adalberts sista år förmörkades av motgångar både i de ständiga strider, som han förde mot Sachsens hertig, och på missionsfältet. Adam av Bremen har i sin historia ägnat ett huvudparti åt Adalberts person och historia och ger av denne en konstnärligt fullödig skildring, full av beundran men inte utan kritik.